# Пустынников, Александр Григорьевич
Александр Григорьевич Пустынников (1910 — 1956) — советский борец классического стиля, чемпион (1933, 1934, 1937) и серебряный призёр (1935, 1936) чемпионатов СССР, мастер спорта СССР (1936). Увлёкся борьбой в 1925 году. Участвовал в пяти чемпионатах СССР. Выступал в тяжёлой весовой категории (свыше 82,5 кг). Судья всесоюзной категории (1939)

## Спортивные результаты
- Чемпионат СССР по классической борьбе 1933 года — ;
- Чемпионат СССР по классической борьбе 1934 года — ;
- Чемпионат СССР по классической борьбе 1935 года — ;
- Чемпионат СССР по классической борьбе 1936 года — ;
- Чемпионат СССР по классической борьбе 1937 года — ;